# Nuoto ai Giochi della XXVI Olimpiade - 400 metri stile libero femminili
Hanno partecipato alle batterie di qualificazione 40 atlete: le primi 8 si sono qualificate per la finale A, le successive 8 invece si sono qualificate per la finale B.

## Finale A
22 luglio 1996
| Posizione | Atleta            | Paese       | Tempo   |
| --------- | ----------------- | ----------- | ------- |
|           | Michelle Smith    | Irlanda     | 4:07.25 |
|           | Dagmar Hase       | Germania    | 4:08.30 |
|           | Kirsten Vlieghuis | Paesi Bassi | 4:08.70 |
| 4         | Kerstin Kielgass  | Germania    | 4:09.83 |
| 5         | Claudia Poll      | Costa Rica  | 4:10.00 |
| 6         | Carla Geurts      | Germania    | 4:10.06 |
| 7         | Eri Yamanoi       | Giappone    | 4:11.68 |
| 8         | Cristina Teuscher | Stati Uniti | 4:14.21 |

## Finale B
| Posizione | Atleta            | Paese         | Tempo   |
| --------- | ----------------- | ------------- | ------- |
| 9         | Sarah Hardcastle  | Regno Unito   | 4:14.13 |
| 10        | Sandra Cam        | Belgio        | 4:14.94 |
| 11        | Chi-Chan Lin      | Taipei cinese | 4:15.74 |
| 12        | Emma Johnson      | Australia     | 4:15.79 |
| 13        | Suzu Chiba        | Giappone      | 4:16.60 |
| 14        | Dionne Bainbridge | Nuova Zelanda | 4:16.79 |
| 15        | Hayley Lewis      | Australia     | 4:16.92 |
| 16        | Carla Negrea      | Romania       | 4:17.08 |

## Non qualificate
| Posizione | Atleta             | Paese         | Tempo   |
| --------- | ------------------ | ------------- | ------- |
| 17        | Janet Evans        | Stati Uniti   | 4:13.60 |
| 18        | Irene Dalby        | Norvegia      | 4:19.34 |
| 19        | Itziar Esparza     | Spagna        | 4:19.45 |
| 20        | Andrea Schwartz    | Canada        | 4:19.46 |
| 21        | Olga Šplíchalová   | Rep. Ceca     | 4:20.04 |
| 22        | Mirjana Boševska   | Macedonia     | 4:21.27 |
| 23        | Nadežda Čemezova   | Russia        | 4:21.33 |
| 24        | Laetitia Choux     | Francia       | 4:21.39 |
| 25        | Britt Raaby        | Danimarca     | 4:21.46 |
| 26        | Ravee Intporn-Udom | Thailandia    | 4:21.93 |
| 27        | Martina Moravcová  | Slovacchia    | 4:22.10 |
| 28        | Alicia Barrancos   | Argentina     | 4:22.11 |
| 29        | Yan Chen           | Cina          | 4:22.55 |
| 30        | Carolyn Adel       | Suriname      | 4:22.66 |
| 31        | Eun-Na Jeong       | Corea del Sud | 4:23.35 |
| 32        | Martina Nemec      | Austria       | 4:23.72 |
| 33        | Paula Harmokivi    | Finlandia     | 4:23.84 |
| 34        | Antonia Mahaira    | Grecia        | 4:24.05 |
| 35        | Chantal Strasser   | Svizzera      | 4:24.49 |
| 36        | Maritza Chiaway    | Perù          | 4:27.11 |
| 37        | Ana Alegria        | Portogallo    | 4:27.19 |
| 38        | Judit Kiss         | Ungheria      | 4:29.80 |
| 39        | Marina Zarma       | Cipro         | 4:32.15 |
|           | Malin Nilsson      | Svezia        | DNS     |